# Lisa Lohmann
Lisa Lohmann (ur. 9 listopada 2000) – niemiecka biegaczka narciarska, dwukrotna medalistka mistrzostw świata juniorów i młodzieżowców.

## Kariera
Po raz pierwszy na arenie międzynarodowej pojawiła się 5 marca 2016 roku w Arber, gdzie w zawodach juniorskich zajęła trzecie miejsce w biegu na 5 km techniką klasyczną. W 2018 roku wystartowała na mistrzostwach świata juniorów w Goms, gdzie zdobyła złoty medal w sztafecie, w sprincie stylem dowolnym zajęła 16. miejsce, a w biegu na 5 km techniką klasyczną zajęła 29. miejsce. Jeszcze dwukrotnie startowała w zawodach tego cyklu, zdobywając srebrny medal w biegu na 5 km klasykiem podczas mistrzostw świata juniorów w Oberwiesenthal w 2020 roku. Ponadto na rozgrywanych rok później mistrzostwach świata młodzieżowców w Vuokatti w 2021 roku była najlepsza w sprincie stylem klasycznym.
W Pucharze Świata zadebiutowała 28 grudnia 2021 roku w Lenzerheide, gdzie w sprincie stylem dowolnym zajęła 60. miejsce. Pierwsze pucharowe punkty wywalczyła 3 stycznia 2022 roku w Val di Fiemme, zajmując 16. miejsce w biegu na 10 km techniką klasyczną.
Wystartowała na mistrzostwach świata w Oberstdorfie w 2021 roku, zajmując 34. miejsce w biegu łączonym, 39. w biegu na 10 km stylem dowolnym oraz 44. w sprincie stylem klasycznym.

## Osiągnięcia

### Mistrzostwa świata
| Miejsce | Dzień     | Rok  | Miejscowość | Konkurencja              | Czas biegu | Strata  | Zwyciężczyni   |
| ------- | --------- | ---- | ----------- | ------------------------ | ---------- | ------- | -------------- |
| 44.     | 25 lutego | 2021 | Oberstdorf  | Sprint stylem klasycznym | 2:36,76    | —       | Jonna Sundling |
| 34.     | 27 lutego | 2021 | Oberstdorf  | 15 km bieg łączony       | 38:35,5    | +4:52,6 | Therese Johaug |
| 39.     | 2 marca   | 2021 | Oberstdorf  | 10 km stylem dowolnym    | 23:09,8    | +3:07,8 | Therese Johaug |

### Mistrzostwa świata juniorów
| Miejsce | Dzień       | Rok  | Miejscowość    | Konkurencja                            | Czas biegu | Strata  | Zwyciężczyni            |
| ------- | ----------- | ---- | -------------- | -------------------------------------- | ---------- | ------- | ----------------------- |
| 16.     | 29 stycznia | 2018 | Goms           | Sprint stylem dowolnym                 | 2:50,24    | —       | Tiril Udnes Weng        |
| 29.     | 30 stycznia | 2018 | Goms           | 5 km stylem klasycznym                 | 16:23,9    | +1:20,2 | Polina Niekrasowa       |
| 1.      | 3 lutego    | 2018 | Goms           | bieg sztafetowy 4×3,3 km               | 39:17,4    | —       | —                       |
| 26.     | 22 stycznia | 2019 | Lahti          | 5 km stylem dowolnym                   | 12:50,6    | —       | Frida Karlsson          |
| 13.     | 24 stycznia | 2019 | Lahti          | 15 km stylem klasycznym (start masowy) | 40:45,3    | +52,8   | Frida Karlsson          |
| 6.      | 22 stycznia | 2019 | Lahti          | bieg sztafetowy 4×3,3 km               | 35:24,7    | +1:32,6 | Norwegia                |
| 8.      | 29 lutego   | 2020 | Oberwiesenthal | Sprint stylem dowolnym                 | 2:33,41    | —       | Louise Lindström        |
| 2.      | 2 marca     | 2020 | Oberwiesenthal | 5 km stylem klasycznym                 | 13:49,1    | +15,7   | Helene Marie Fossesholm |
| DSQ.    | 6 marca     | 2020 | Oberwiesenthal | bieg sztafetowy 4×3,3 km               | 35:08,6    | —       | Szwajcaria              |

### Mistrzostwa świata młodzieżowców (U-23)
| Miejsce | Dzień       | Rok  | Miejscowość | Konkurencja              | Czas biegu | Strata  | Zwyciężczyni             |
| ------- | ----------- | ---- | ----------- | ------------------------ | ---------- | ------- | ------------------------ |
| 1.      | 11 lutego   | 2021 | Vuokatti    | Sprint stylem klasycznym | 2:38,07    | —       | —                        |
| DNS     | 12 lutego   | 2021 | Vuokatti    | 10 km stylem dowolnym    | 28:13,6    | —       | Izabela Marcisz          |
| 6.      | 13 lutego   | 2021 | Vuokatti    | Sztafeta mieszana        | 52:52,9    | +1:01,7 | Norwegia                 |
| 9.      | 24 lutego   | 2022 | Lygna       | 10 km stylem klasycznym  | 29:59,8    | +51,3   | Anja Weber               |
| 8.      | 26 lutego   | 2022 | Lygna       | Sprint stylem dowolnym   | 2:34,79    | —       | Moa Hansson              |
| 6.      | 27 lutego   | 2022 | Lygna       | Sztafeta mieszana        | 49:20,5    | +1:18,8 | Norwegia                 |
| 26.     | 29 stycznia | 2023 | Whistler    | Sprint stylem klasycznym | 3:07,58    | —       | Jasmin Kähärä            |
| 2.      | 31 stycznia | 2023 | Whistler    | 20 km stylem klasycznym  | 1:01:40,0  | +2,3    | Kristin Austgulen Fosnæs |

### Puchar Świata

#### Miejsca w klasyfikacji generalnej
| Sezon     | Miejsce |
| --------- | ------- |
| 2021/2022 | 74.     |
| 2022/2023 | 75.     |
| 2023/2024 | 41.     |
| 2024/2025 |         |

#### Miejsca na podium w zawodach
Lohmann nie stanęła na podium indywidualnych zawodów PŚ.